# 半曳花皮蛛
半曳花皮蛛（学名：Scytodes semipullata）为花皮蛛科花皮蛛属的动物。在中国大陆，分布于西藏等地。